# Toxina pertussis

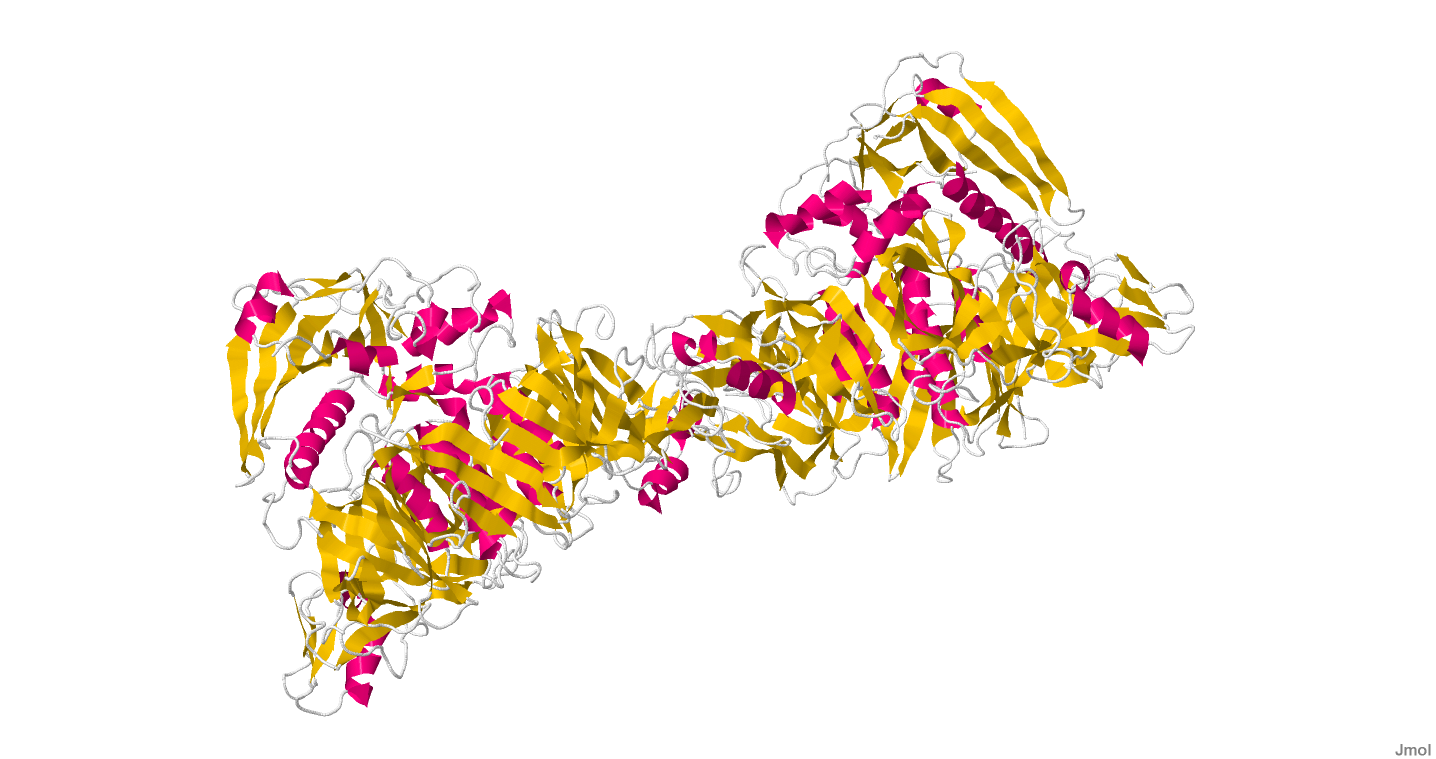
Toxina Pertussis

La toxina Pertussis (PT) es una exotoxina formada a base de proteínas tipo AB5 producida por la bacteria Bordetella pertussis. PT está involucrada en la colonización del tracto respiratorio y el establecimiento de la infección. Diversas investigaciones sugieren que PT puede desempeñar un papel terapéutico en cierto número de dolencias humanas comunes tales como la hipertensión, inhibición viral e inhibición autoinmune.

## Mecanismo de patogenicidad
PT es una exotoxina con cinco subunidades (nombradas desde S1 hasta S5 —cada complejo contiene dos copias de S4—). Las subunidades están dispuestas en una estructura A-B: el componente A es enzimáticamente activo y está formado de la subunidad S1, mientras que el componente B es la parte de unión al receptor receptor y está formada de subunidades S2–S5. Las subunidades son codificadas por genes ptx codoficados en un amplio operon PT que además incluye genes adicionales los que codofican la proteína Ptl: Junto con estas proteínas forman el complejo de secreción PT.
PT es liberada desde B. pertussis en una forma inactiva. Cuando la subunidad B se une al receptor de la membrana celular, la subunidad A (o protómero) se activa, quizás a través de la acción de glutatión y ATP. PT cataliza la ribosilación de ADP de la subunidad α  de las proteína G's heterotrimérica Gi, Go, y Gt. Esto impide que la  proteína G interactúe con el receptor acoplado en la membrana celular, interfiriendo de este modo con la comunicación intracelular. Dado que la subunidad Gα permanece en su estado inactivo, unida a GDP,  son incapaces de inhibir la adenilil ciclasa, manteniendo así elevados niveles de adenilil ciclasa  y cAMP.